# بلوی، کبک
بلوی (به فرانسوی: Beloeil) شهرکی در منطقه شهری لا وله-دو-ریشولیو ناحیه مونترژی در استان کبک کانادا است. در سرشماری سال ۲۰۱۱ این شهرک ۱۹٬۴۲۸ نفر جمعیت داشته‌است و مساحت آن ۲۴ کیلومتر مربع است.